# Ichinomiya (Chiba)
Ichinomiya (一宮町?) è una cittadina giapponese della prefettura di Chiba.

## Riserve naturali
- Spiaggia di Tsurigasaki